# Windenschwärmer

Verbreitung des Windenschwärmers. Rot: ständiges Vorkommen; Orange: Wanderungsvorkommen.

Der Windenschwärmer (Agrius convolvuli) ist ein Schmetterling (Nachtfalter) aus der Familie der Schwärmer (Sphingidae).

## Merkmale

### Merkmale der Imagines
Die Falter erreichen eine Flügelspannweite von 80 bis 130 Millimetern, wobei die Weibchen meist etwas größer werden. Die Vorderflügel sind ungleichmäßig hell- bis dunkelgrau oder graubräunlich gefärbt und tragen eine dunkle graubraune Musterung aus zahlreichen feinen gewellten bzw. gezackten Binden. Diese Muster variieren je nach Individuum von nicht vorhanden bis stark ausgeprägt. Bei den Männchen ist es in der Regel deutlich kräftiger und auffälliger ausgebildet und wird durch dunkle Bereiche auf den Flügeln ergänzt (schwacher Sexualdichroismus). Man kann zentral auf den Vorderflügeln zwei sehr feine schwarze Striche erkennen, zwischen denen die Flügelfärbung bei den Männchen meist etwas dunkler ist. Die Hinterflügel sind gelblichgrau bis grau gefärbt und tragen neben einem verwaschenen dunklen, länglichen Fleck nahe der Basis ebenso gefärbte, leicht geschwungene Querbinden. Der Flügelaußenrand ist fein weiß und graubraun gefranst. In Ruhestellung sitzend imitieren die Falter mit der Färbung ihrer Vorderflügel die Oberfläche von Rinde (Rindenmimese).
Die weißgrauen Fühler werden bei den Männchen 18 bis 20 Millimeter lang, bei den Weibchen 11 bis 16 Millimeter. Sie sind wie bei vielen Arten der Schwärmer borstenförmig und zur Spitze hin nur geringfügig verdickt. Der Saugrüssel der Tiere wird 50 bis 139 Millimeter lang, im Durchschnitt sind es 90 Millimeter. Damit ist er deutlich über körperlang bis fast doppelt so lang. Er ist sehr widerstandsfähig und elastisch und wird wie bei Schmetterlingen üblich unterhalb des Kopfes zwischen den Palpen eingerollt. Der Kopf der Tiere ist ebenso wie der Thorax fein grau behaart. Letzterer trägt zentral zwei feine unbehaarte, dunkel gefärbte, glockenförmig geschwungene Linien, die gemeinsam eine geschlossene hufeisenähnliche Form bilden. 
An der Basis des Thorax befinden sich daran angrenzend zwei kräftigere, schwarze kreisförmige Linien. Der von den glockenförmigen Linien eingeschlossene Bereich ist bei den Männchen dunkler graubraun gefärbt. Am Metanotum befindet sich an den Seiten jeweils ein rot gefärbter Fleck. 
Der Hinterleib ist entlang des Rückens graubraun gefärbt. An den Seiten der Terga, den am Rücken befindlichen Chitinplatten, ist jedes Segment vorne rosa und hinten schwarz gefärbt. Lediglich das erste Tergum hat eine kräftig rote Farbe. Zwischen den Segmenten sind die Falter fein weiß gefärbt. 
Von oben ist der Falter bei geöffneten Flügeln durch diese charakteristische Färbung, ähnlich dem ansonsten mit der Art unverwechselbaren Ligusterschwärmer (Sphinx ligustri) gut zu erkennen. Selten findet man Individuen die anstelle von rosa, gelb gefärbte Terga haben (forma pseudoconvolvuli). Eine weitere farbliche Abweichung bildet die Forma aksuensis, aus den hohen Lagen des Pamir und Tianshan: sie ist fast weiß gefärbt.

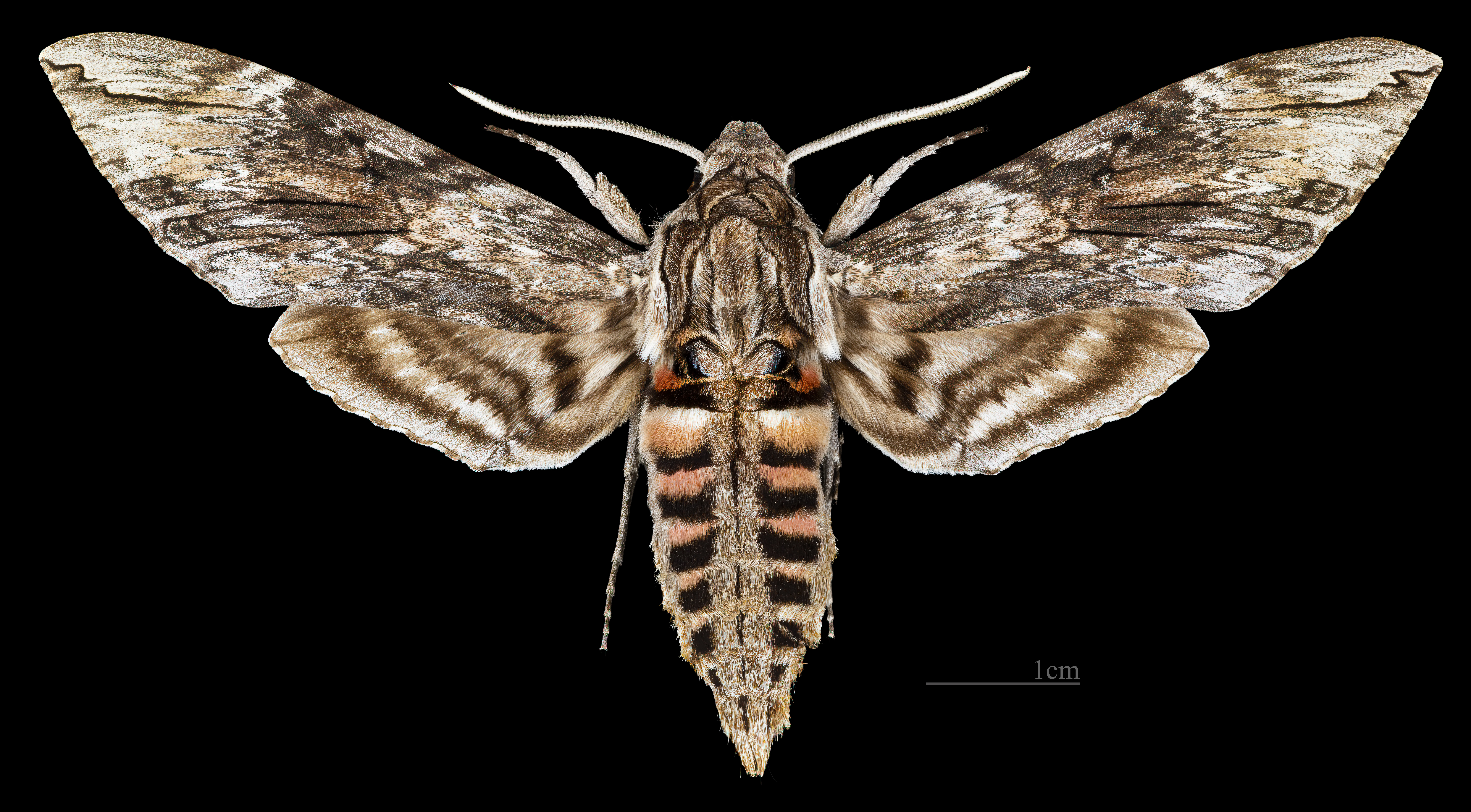
♂
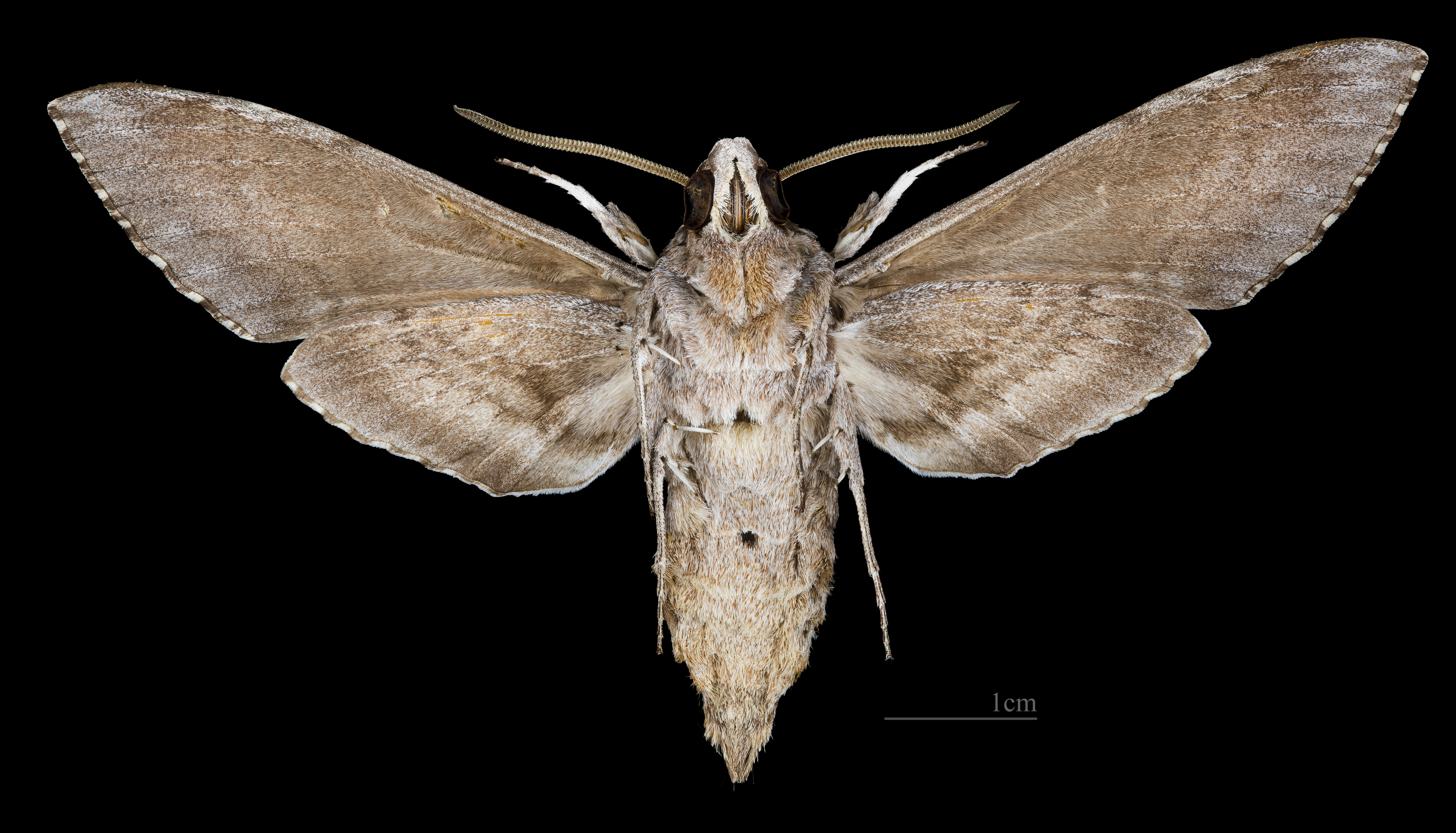
♂ △
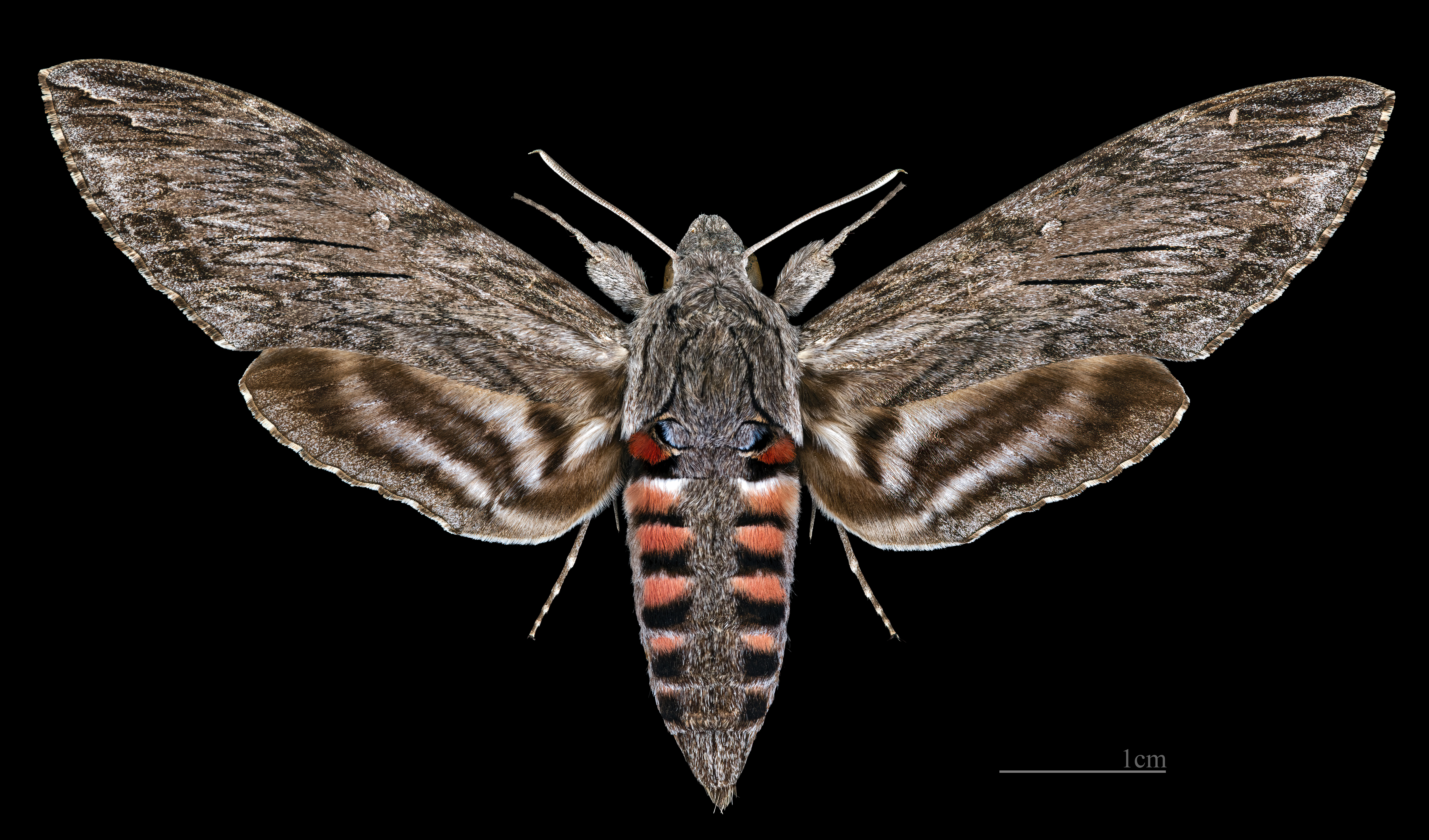
♀
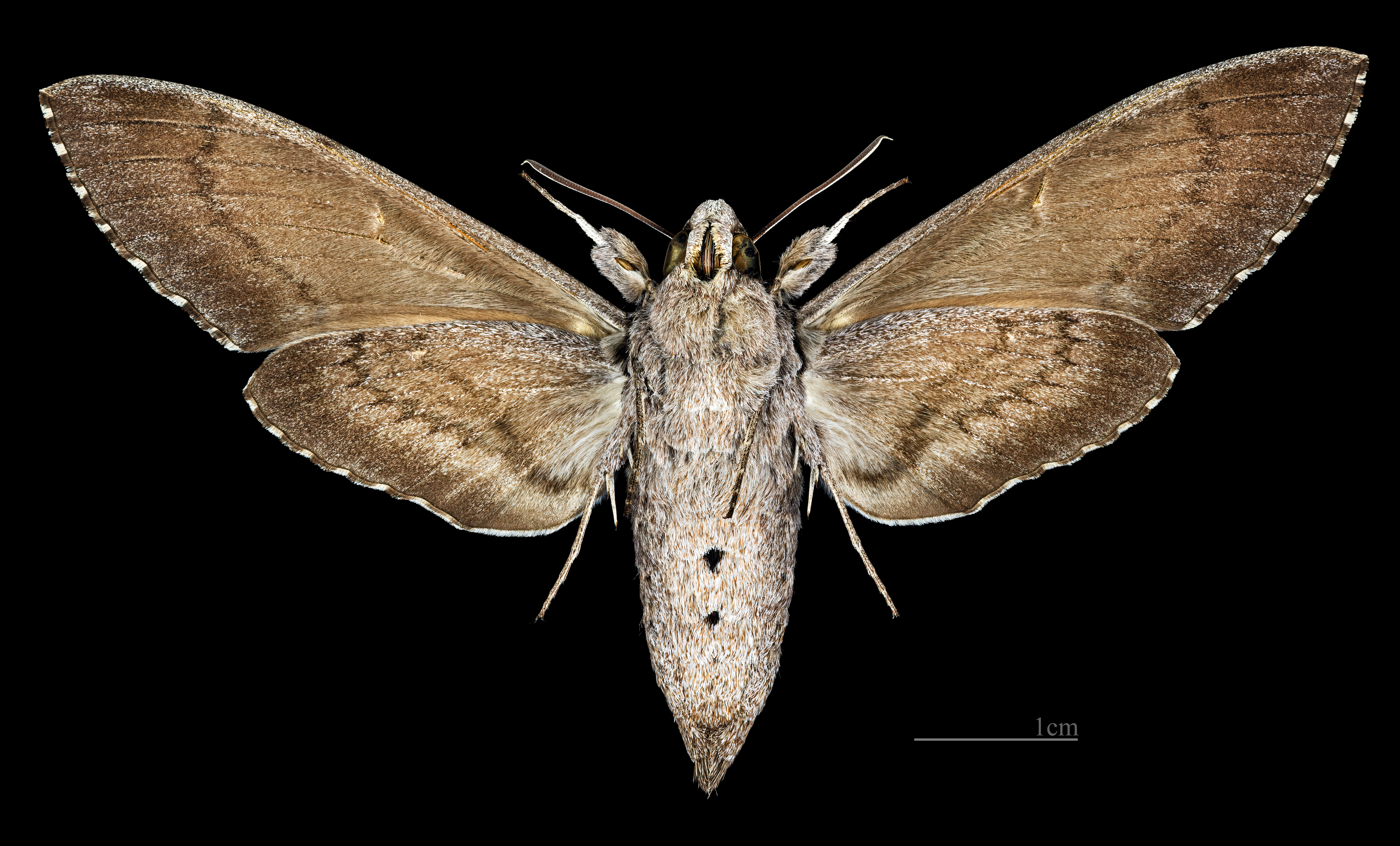
♀ △

### Merkmale der Raupen

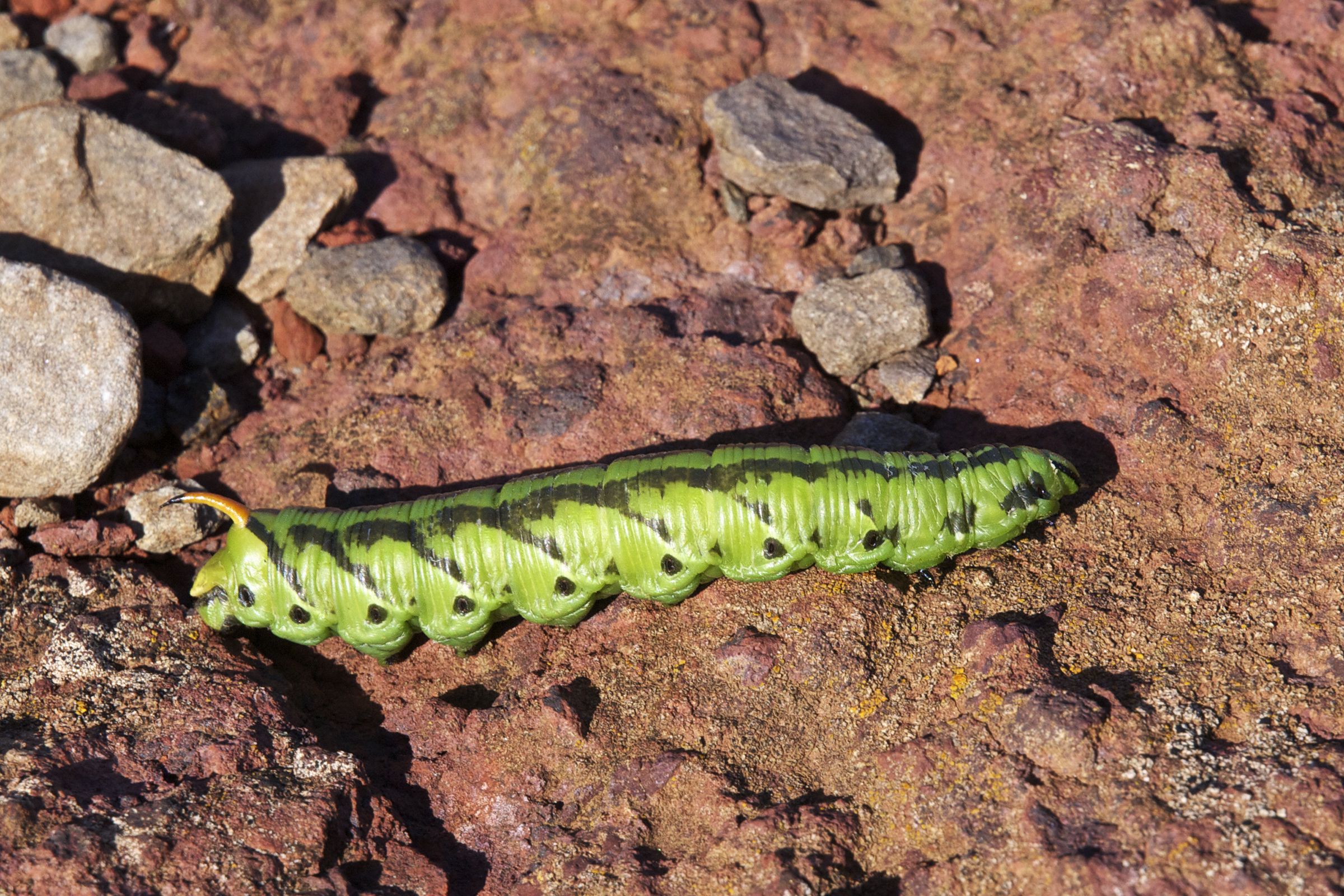
Raupe des Windenschwärmers

Die Raupen werden etwa zwölf Zentimeter lang, erreichen damit eine ähnliche Größe wie die des Totenkopfschwärmers und gehören mit ihnen zu den größten in Europa. Sie sind sehr variabel gefärbt. Ihre Grundfärbung reicht von grün über gelb, orange und braun, nach schwarz, wobei diese Farben auch in Kombination (z. B. Orange und Schwarz) vorkommen. Sie tragen helle, schräge Seitenstreifen und darunter dunkle, große Stigmen. Am Hinterleibsende haben sie einen gelblichen, völlig ungefährlichen Dorn, der bei den dunklen Formen bis ins Schwarze gehen kann.

### Ähnliche Arten
Der Windenschwärmer ist im östlichen Verbreitungsgebiet unverwechselbar, im westlichen Verbreitungsgebiet kann er mit Agrius cingulatus verwechselt werden. Diese hauptsächlich in Süd- und Mittelamerika vorkommende Art wird immer wieder an den westlichen Küsten Europas nachgewiesen. Sie kann anhand der deutlich kräftigeren Pinkfärbung der Hinterleibssegmente und einer ebenso gefärbten Hinterflügelbasis unterschieden werden. Die Raupen der beiden Arten sind ebenfalls sehr ähnlich, allerdings wurde in Europa noch keine von Agrius cingulatus gefunden. Darüber hinaus hat die Forma pseudoconvolvuli des Windenschwärmers eine gewisse Ähnlichkeit mit nordamerikanischen Arten der Gattung Manduca, wie etwa dem Tabakschwärmer (Manduca sexta).

## Verbreitung
Das ganzjährige Verbreitungsgebiet der Art ist sehr groß und erstreckt sich nahezu über die gesamte Paläotropis und Australasien und die südlichen Teile des Paläarktis. Der Windenschwärmer kommt somit in den Tropen und Subtropen Asiens und Afrikas, in und um Australien und den Inseln Ozeaniens und auch in Nordafrika, dem Mittelmeerraum und Zentralasien bis deutlich nach Sibirien vor. Er fehlt lediglich in höheren Lagen. Als Wanderfalter erschließt die Art im Sommer durch ihren ausdauernden Flug neue Areale. Sie kommt dann in Europa bis in den hohen Norden, in Großbritannien, Island und in weiten Teilen Russlands (im Osten bis Sachalin) vor. Auf der südlichen Hemisphäre findet man die Art im Sommer dann auch auf Tasmanien und Neuseeland.
Die Windenschwärmer bevorzugen offene und temperaturbegünstigte Landschaften, wie beispielsweise sonnige Hänge, verbuschtes Ödland oder Brachen, kommt aber außer in dichten Wäldern überall vor. Man findet die Art auch häufig in Kartoffelfeldern und in Vororten an Blumenbeeten und Hecken, die mit Windengewächsen bewachsen sind.

## Lebensweise
Der Windenschwärmer unternimmt in deutlich größerer Anzahl Wanderflüge als beispielsweise der Totenkopfschwärmer (Acherontia atropos). Auch erreicht die Art deutlich nördlichere Gebiete, obwohl sie temperaturempfindlicher ist. Dies äußert sich auch darin, dass nur sehr wenige Puppen den europäischen Winter überleben. Die nachtaktiven Falter ruhen tagsüber mit dachartig über dem Hinterleib zusammengefalteten Flügeln auf festem Untergrund, wie etwa an Baumstämmen, Steinen, Strommasten oder auch am Erdboden. Sie sind durch ihre Färbung in dieser Position gut getarnt. 
Windenschwärmer sind ausgezeichnete Flieger und können Spitzen bis zu 100 km/h erreichen. Die Durchschnittsgeschwindigkeit beträgt immer noch 50 km/h. Regen oder Wind beeinflusst ihr Verhalten nicht. Sie sind eifrige Blütenbesucher und saugen ab der Abenddämmerung bis etwa Mitternacht Nektar aus einer Vielzahl verschiedener Blüten, wie beispielsweise von Petunien, Lilien, Seifenkräutern, Wunderblumen, Nachtkerzen, Tabak, Phlox oder Stechäpfeln. Die Falter lassen sich ab etwa zwei Stunden nach der Abenddämmerung leicht durch künstliches Licht anlocken. Die Paarung beginnt meist ab Mitternacht und dauert bis in die Morgenstunden.

### Flug- und Raupenzeiten
Die erste Generation fliegt von Mai bis Juni in Mitteleuropa ein, die zweite Generation entwickelt sich dort von Mitte August bis Mitte Oktober. Aus klimatischen Gründen besteht für die zweite Generation keine Überlebenschance, wenn sie nicht zurückfliegt.

### Nahrung der Raupen

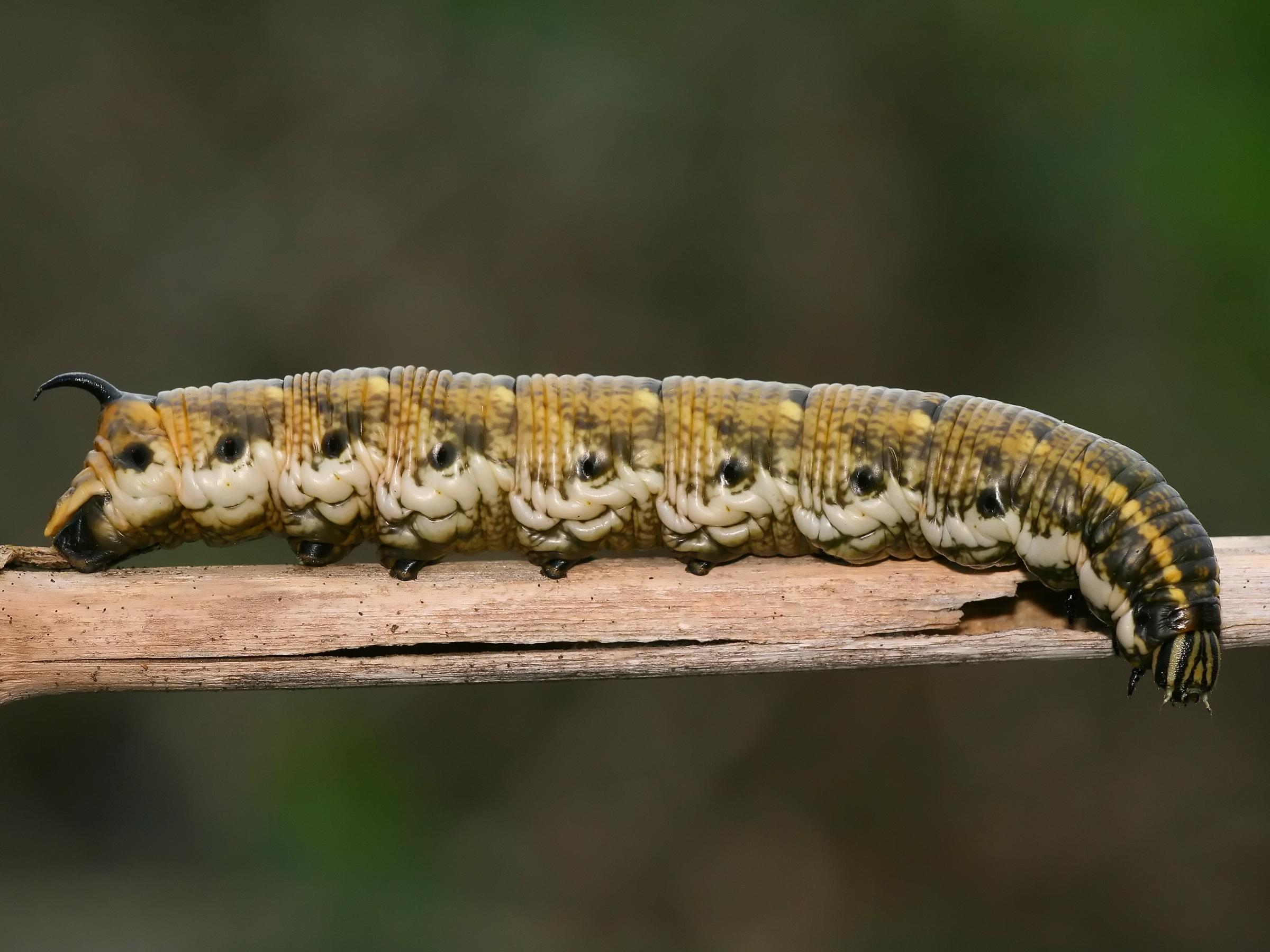
Raupe des Windenschwärmers

Die Raupen ernähren sich besonders von Ackerwinde (Convolvulus arvensis), aber auch von Zaunwinde (Calystegia sepium) und verschiedenen Zierwinden. In ihren südlichen Verbreitungsgebieten fressen die Raupen auch an Süßkartoffeln (Ipomoea batatas) und Bohnenpflanzen.

## Entwicklung
Die Weibchen legen ihre bis zu 1.000 Eier auf den Futterpflanzen ab, wobei diese für die großen Falter mit nur einem Millimeter Durchmesser sehr klein sind. Die Raupen fressen von Juli bis September, wobei sie sich tagsüber verstecken und nur nachts Nahrung aufnehmen. Ab August suchen die Raupen geeignete Plätze für die Verpuppung und werden bei ihren Wanderungen an Straßen und Wegen oft gesehen. Sie graben zur Verpuppung ein etwa hühnereigroßes Loch ins Erdreich und verpuppen sich darin. Nach 10 bis 14 Tagen ist die Puppe fertig. Sie ist rotbraun und durch die gebogene und abstehende Rüsselscheide unverwechselbar. Die Puppen werden manchmal bei der Kartoffelernte aufgefunden. Nur die Raupen, die sich sehr früh verpuppen, schaffen die Metamorphose zum Falter und können in den Süden zurückfliegen. Die restlichen versuchen vergebens zu überwintern und sterben ab.

### Zucht
Die Raupen lassen sich sehr einfach züchten, von den daraus entstehenden Faltern –  insbesondere den Weibchen – nahm man lange an, dass sie nicht fortpflanzungsfähig seien. Dies ist jedoch ein Irrtum, da die Eireifung in Europa (außer ganz im Süden) verzögert ist, was so gedeutet wird, dass die Art hier den Winter nicht überlebt und die Weibchen so ihren Rückflug nach Süden antreten können, um die dann gereiften Eier unter passenden klimatischen Bedingungen ablegen zu können. Durch eine Zwangsfütterung mit einer Honiglösung, die aus einem Teil Honig und 10 Teilen Wasser besteht, kann man die Tiere am Leben erhalten, bis die Eier herangereift sind. Dazu muss man den Rüssel mit einem geeigneten Werkzeug entrollen und in die Flüssigkeit tauchen.